# 藤井猛
藤井 猛（ふじい たけし、1970年9月29日 - ）は、将棋棋士。西村一義九段門下。棋士番号は198。群馬県沼田市出身。
振り飛車党であり、一世を風靡した新戦法「藤井システム」の開発でも知られ、1998年から藤井システムを武器に竜王を三連覇した。 1996年度に「藤井システム」で、2012年度に「角交換振り飛車」で升田幸三賞を受賞。
1999年、沼田市民栄誉賞受賞。2012年より日本将棋連盟非常勤理事を務めた。

## 棋歴

### 修行時代
将棋のルールを覚えたのが小学校4年の頃、将棋の面白さがわかったのが小6 - 中1の頃（本人談）という遅さ。奨励会試験で一度落ちたが、研修会から編入し、1986年に奨励会に入会した。入会後5年をかけ1991年に四段に昇段（プロ入り）。いわゆる「羽生世代」の一人であるが、羽生善治、佐藤康光、森内俊之、郷田真隆、村山聖といった早熟の棋士達とは異なり、丸山忠久と共にやや遅れて台頭してきたグループに属する。

### 藤井システムの開発と竜王戦三連覇
1995年12月22日、第54期B級2組順位戦の対井上慶太戦で、対居飛車穴熊の「藤井システム」を初披露し、僅か47手で井上を投了に追い込んだ。
1996年度の第27回新人王戦で優勝。同棋戦では、翌1997年度（第28回）、および、竜王在位時の1999年度（第30回）でも優勝。さらには、1997年に第16回早指し新鋭戦で優勝し、若手棋士参加棋戦で4度の優勝を果たす。1996年は、全棋士参加の大型棋戦である第14回全日本プロトーナメントでも決勝五番勝負に進出したが、屋敷伸之に0-3のストレートで敗れ、優勝はならなかった。
1998年度、第11期竜王戦で4組優勝。本戦（決勝トーナメント）では、鈴木大介（3組2位）、南芳一（1組優勝）、屋敷伸之（1組3位）に勝ち、さらに、挑戦者決定三番勝負で羽生善治（1組2位）を相手に1敗の後に2連勝し、タイトル初挑戦。谷川浩司竜王との七番勝負で藤井システムを用い、4-0のストレートで破りタイトル初獲得（1998年11月18日）。「将棋世界」誌の表紙には「藤井システム、将棋界を席捲」の文言が印字された。第24期棋王戦では挑戦者決定戦まで進出したが、敗者復活戦から勝ち上がった佐藤康光に敗れた。この挑戦者決定戦の二番勝負で藤井は当初、先手番対局と後手番対局が交互にあると思っており、二局とも振り駒で先後を決めることを知らなかったので驚いたと後に述べている。なお、この年度は全棋士中1位の43勝を挙げた。
初の防衛戦となる第12期（1999年度）竜王戦では、同じ振り飛車党である鈴木大介を挑戦者に迎えた。鈴木は挑戦権獲得時のインタビューで、全局を振り飛車で戦うとの「全・振り飛車宣言」をしていた。七番勝負で藤井は振り飛車を封印し、全局通して居飛車で戦い、4-1で防衛に成功した。なお、同1999年度は早指し将棋選手権戦で、タイトル戦以外の全棋士参加棋戦での初優勝も果たした。
2000年度、第48期王座戦で羽生に挑戦。その五番勝負と日程がオーバーラップして、第13期竜王戦七番勝負では羽生の挑戦を受け、「十二番勝負」となった。王座戦は2-3で敗れたものの、「勝っても負けてもフルセットにします」と宣言したとおりの展開となった。竜王戦で羽生をフルセットの末4-3で下し、竜王戦史上初の3連覇を達成。お互い自分が保持するタイトルをフルセットで防衛した。羽生の挑戦を退けてタイトルを防衛したのは谷川に続き2人目である。

### A級在籍時代
第59期（2000年度）B級1組順位戦の最後の2局で、藤井と昇級を争っていた郷田真隆が2連敗したのに対し藤井は2連勝し、逆転でA級初昇級。前年のB級1組昇級に続く2連続昇級であり、弟弟子の三浦弘行とコンビでの昇級であった。
一方で、2001年の第14期竜王戦では再び挑戦者となった羽生に1-4で敗れ竜王位を失冠した。
2002年（第23回）と2005年（第26回）のJT将棋日本シリーズで優勝。2005年の優勝後のインタビュー（囲碁・将棋ジャーナル）で、「このようなインタビューを受けるのは久しぶり。これからもっと、このようなインタビューを受けられるような活躍をしたい」という旨を語った。
2006年、第24回朝日オープン将棋選手権で羽生に挑戦し、1-3で敗れる。
この間、第52期（2002年度）・第56期（2006年度）・第57期（2007年度）の王将戦でリーグ入り。

### 連続降級と王座戦・王位戦での活躍
2010年度、第58期王座戦挑戦者決定戦で深浦康市を下し、羽生王座に挑戦するがストレート負けを喫し、羽生が持つ同一タイトル連覇記録と同一タイトル連続無敗防衛記録の更新を許す。同年度、第23期竜王戦で2組優勝し、1組へ復帰。一方、2011年3月2日、第69期（2010年度）A級順位戦最終戦で高橋道雄に敗れて3勝6敗となり、10年守ったA級の座から陥落。その7回戦、森内俊之と戦った一局で、敗局ではあるが第38回将棋大賞の「名局賞特別賞」を受賞した。
2011年度、第52期王位戦でリーグ入り。4勝1敗で紅組リーグ優勝をしたものの、挑戦者決定戦（2011年6月13日）で白組リーグ優勝の羽生に敗れる。この対局の9日前（6月4日）に放送の「囲碁・将棋フォーカス」で解説役としてゲスト出演していたが、「嫌な相手（羽生）が出てきました」と苦笑しながら語り、司会と聞き手を笑わせていた。第70期順位戦B級1組で3勝9敗となり、B級2組への降級が決まり、二期連続の降級となった。
2012年度、第53期王位戦リーグで白組優勝(4-1)し、挑戦者決定戦（2012年5月30日）で紅組リーグ優勝の渡辺明を166手の熱戦の末下し、羽生王位に挑戦するが1-4で敗れた。しかし、その後も第71期順位戦で若手の豊島将之を破るなど好調を維持し、最終戦を待たずして、わずか1期でB級1組返り咲きの昇級を決めた。

### 銀河戦優勝・その後
2016年度、第24期銀河戦に予選より出場。決勝トーナメントでは先後問わず全ての対局で藤井システムを採用し、決勝で広瀬章人に勝利。自身11年ぶりとなる一般棋戦優勝を果たす。また、同時に銀河戦最年長優勝者（当時45歳10か月＝対局日基準）となった。インタビューにて「視聴者のために藤井システムを選んだ」と語った。

## 棋風
- 序盤に特徴があり、独創的な将棋で知られている。独創的かつ論理的な序中盤の構想力と研究はトップクラスで、特に竜王獲得の原動力となった戦法「藤井システム」 は、藤井システムは将棋の序盤戦略全体に革命的な影響を与える[10]。後述のように升田幸三賞を2度受賞しているが、特別賞以外の升田幸三賞を2度受賞している棋士は藤井、佐藤康光、青野照市、千田翔太の4人のみである（2023年6月現在）。
- 終盤、大胆に大駒を切り、露骨に相手玉に喰らい付く棋風から「ガジガジ流」というニックネームがついている。
- 勝負に辛いと評されることもあり、一時は丸山忠久・森内俊之と併せて「激辛三兄弟」と称されていた[11]。
- 羽生世代の中でも丸山忠久同様遅れて奨励会に入会したため、何とか同世代に追いつこうと振り飛車特に四間飛車に特化することで勉強範囲を少なくした。
  - ただし、奨励会時代は中飛車を中心に指しており、四間飛車の定跡を本格的に研究しはじめたのは、四段昇段後である。
  - 居飛車も全く勉強していないわけではなく、四段プロ入りが決まった三段時に棋書を買いあさり短期間ではあるが勉強している、このとき学んだ知識、感覚が革新的な四間飛車である「藤井システム」に影響している。自玉の囲いを省略して序盤から攻撃的な布陣を敷き、居飛車穴熊や左美濃を横では無く縦に攻略するのは居飛車の感覚であった。
- 対ゴキゲン中飛車戦法の▲5八金右超急戦の考案者。第12期（1999年度）竜王戦七番勝負の挑戦者となった鈴木大介の得意戦法がゴキゲン中飛車であったため、その対策として編み出し同シリーズで披露した[12]。
- 後に鮮烈な大逆転負けが増え、大優勢から大ポカで投了した際に開口一番 「芸術的でしょ?」と発言。「常に斬新な序中盤、安心できない終盤」と呼ばれたりして「終盤のファンタジスタ」の愛称が定着。またこの現象を「ファンタ」といわれるようになる。解説での自虐的なユーモアに富んだ発言で片時も目を離せず、コアなファン人気が非常に高いことで知られるが、「藤井の勝ちを確信したファンが風呂に入って戻ってくると、なぜか負けている」といわれ、「ファンタ」の瞬間、将棋・チェス@2ch掲示板の勢いが全板中トップになる。2ちゃんねる人気は棋士随一とも言われ、唯一専用AAスレッドがある[10]。
- 振り飛車解説書・定跡書に名著が多く、振り飛車党の神様的存在。2010年代以降は藤井システムの対策が進んだが、居飛車を指しても序盤は間違いなく優勢になる棋士である。つまり上記の「ファンタ」さえしていなければ、勝率は羽生世代棋士で随一であろうともいわれている[10]。

### 鰻屋
- 振り飛車、特に四間飛車の使い手である自らを鰻屋に喩えて「最近は居飛車党でも四間飛車を指す人がふえましたが、戦法の好き嫌いがないっていうのが、また僕には不思議です。しかも、にわか四間飛車党が結構いい味出すんですよ（笑）。でも、こっちは鰻しか出さない鰻屋だからね。ファミレスの鰻に負けるわけにはいかない。」と語ったことがある[13]。
- 2007年2月5日の北浜健介との対局で突然「ゴキゲン中飛車」を指したことに関しては、勝又清和のインタビューで「もう鰻屋だけじゃやってけない。これからは多角経営ですよ」とコメントしている[14]。
- 後述の矢倉を採用し始めた時期には「私は鰻屋なので、居飛車屋の超高級五つ星レストランが建ち並ぶ銀座の目抜き通りに、やっと屋台の居飛車屋を出店したばかりの状態です。 鰻のことに関しては語れますが、居飛車のことに関しては語れません[15]。」とコメントしている。

### 藤井矢倉
- 2008年の中頃から研究会や公式戦で居飛車の矢倉を多く指すようになった。
- 『将棋世界』2008年12月号の中では「そろそろ、色々指してみようと思ったが、相振り飛車の経験が一番生きやすい戦型が矢倉だった」と答えている[注 12]。
- 従来の矢倉とは異なる、脇システムと片矢倉（天野矢倉）を組み合わせた独自の駒組み（藤井流早囲いと呼ばれる[16]）から先行を目指そうとする積極的な指し回しは、その年度に森内俊之や佐藤康光も対局で採用するなど、早くも他の有力棋士に影響を与えた。2009年3月に「囲碁・将棋ジャーナル」に出演した際には「今年度は新しいことに挑戦できたという点で満足できる1年であった」との旨を語った。
- 展開によっては、矢倉に組まず、左美濃に囲い、居角のまま戦うこともあった。のちに流行した「対矢倉左美濃急戦」を先取りしていたと自ら語っている。

### 角交換四間飛車
- 2009年頃からは様々な形の角交換四間飛車を多用し、試行錯誤しつつ失敗を繰り返しながらも戦法として確立させ[9]、2011年・2012年の王位戦での活躍の原動力となった。
- 藤井が結果を残すにつれて、羽生をはじめとした他の棋士も角交換四間飛車を採用することが多くなった。戦法を開発したのは藤井ではなかったが、プロ棋界での先駆者として定跡を整備した功績が評価され、2012年度将棋大賞にて升田幸三賞を受賞した（16年ぶり2度目）[17]。

## 藤井システム
藤井の代名詞というべき戦法で、四間飛車で天守閣美濃・穴熊という居飛車側の持久戦策を牽制する戦法。1996年度升田幸三賞受賞。特に居玉のまま襲いかかる対穴熊の藤井システムは将棋界の振り飛車戦法に革命をもたらすのみならず、将棋の序盤戦略そのものに大きな影響を与えた。
さらに、矢倉を採用していた時期にあたる将棋世界2009年9月号の中で「僕はもう（藤井システムからは）引退しました」と藤井システムを断念したとも取れる発言をしている。ただ同時に「先手藤井システムは立派に生き残っています」と、藤井システムそのものは終わっていないという見解を示している。
一方で、先述の通り2016年度の銀河戦で連採し優勝しているように、近年では復活傾向にある。
2019年9月3日、叡王戦九段予選2回戦にて羽生善治九段と7年ぶりの対戦で、先手で居飛車穴熊の羽生に対し後手番藤井システムを採用、実に19年ぶりに後手番藤井システムで羽生に勝利を収めた。

## 人物
- 「猛」という名前はプロボクシング元世界チャンピオンの藤猛[注 13]から来ている[2]。
- 『3月のライオン』に登場する辻井武史九段のモデルとして知られる[10]。
- 好きな食べ物はうどん。嫌いな食べ物は納豆と梅干し（納豆は人生で1度か2度しか食べていない）。
- 絵が苦手。小学校1年生の授業で隣席のクラスメートを描く課題で、モデル役の女子学生が泣いてしまったという。
- 「いきなり筋違い角」戦法に対しては、「先手（筋違い角側）勝率1割でしょう」と発言し、90％勝てるとの自論を主張している[19]。
- 1998年、谷川との竜王戦を戦ったのは、『NHK将棋講座』で藤井システムの講座の講師を務めた直後のことである。番組中、アシスタントの高橋和からエールを受けた。さらに、当時『囲碁・将棋ジャーナル』に出演した際には、司会者であり藤井と同門（西村門下）の山田久美から、カニの絵が描かれた扇子が贈呈された（谷川はエビやカニが苦手であることから）。
- 第21期竜王戦では第2局での「絶品チーズバーガー[注 14]」や第7局での「かっぱ寿司[注 15]」などユニークな発言が話題になった。こうした豊川孝弘と並ぶダジャレセンスが持ち味の他、棋士のモノマネも得意[10]。
- 段位は九段であるが、七段のときに竜王位獲得に伴い八段に昇段、翌期の竜王防衛に伴い九段に昇段したため、肩書として「八段」を名乗ったことがない。
- 妻は元・囲碁のインストラクター[20]。藤井は将棋連盟囲碁部に参加していたこともあり[21]、また夫婦でアマチュアペア碁棋戦に出場したこともある[22]。
- ネット中継でのニックネームは、ウィットにとんだ解説から名付けられた「藤井てんてー」（「てんてー」は「先生」に由来する）[23]。解説では序盤は能弁だが終盤で 「分かんない」を連発したりも多い[10]。
- プロになろうと思ったきっかけについて、『将棋世界』に載っていた塚田泰明九段(当時五段)の"棋士の一日"に「昼まで寝ている」と書いてあるのを読み「(棋士になると)こんなに楽な生活ができるのか」と憧れを抱いたため。と述べている[24]。
- 2018年からポケモンカードゲームを趣味としている。2018年シーズンのチャンピオンリーグに参戦しベスト16入りを果たすほどの強豪となった息子[25][26]に触発されてのもので、息子の指導の下にめきめき実力をつけ、2019年7月4日に行われたミュウツーHR争奪戦1stバトルで優勝を果たすまでになった[26][27]。
- 2018年12月、「ポケモンカード企業対抗戦」(株式会社ポケモンの初開催）では、藤井猛は、石田直裕五段、香川愛生女流三段、山口恵梨子女流二段の４名で出場した[28]。結果は31位でベスト8には入れず予選敗退となった。
- 2021年11月、藤井は過去の竜王戦3連覇について、「3連覇はしましたけど、２回は防衛戦なわけですから、奪取したのは１回です。竜王のタイトルを獲った時は数年のうちに他のタイトルも獲れるのでは、と思っていましたけど、そんなにチャンスってないんです。タイミングと運気が噛み合わないとタイトルは獲れない。まさか生涯でタイトル奪取が１回で終わると当時は思っていなかったですけど、１度でもタイトルを獲れたこと、竜王を獲れたことで、もうどんなことがあっても悔いはないです。しみじみ思います。棋士になってよかったなあ、と」と語っている[29]。
- ティータイムと散歩は日課[2]。
- 2021年ごろから、詰将棋の創作を開始[30]。
- 2024年、詰将棋専門誌『詰将棋パラダイス」に創作した長編詰将棋を投稿して入選作品となる。翌2025年、看寿賞・長編部門を受賞した[31]。

### 役員履歴
- 2012年6月8日、日本将棋連盟非常勤理事に就任[3]。

## 昇段履歴
ただし、七段 - 九段の昇段日は、竜王戦の昇段の旧規定による。
- 1986年00月00日 : 6級（奨励会入会）
- 1988年00月00日 : 初段
- 1991年04月01日 : 四段 ＝ プロ入り
- 1994年04月01日 : 五段（順位戦C級1組昇級）
- 1995年04月01日 : 六段（順位戦B級2組昇級）
- 1998年10月01日 : 七段（竜王挑戦）[32]
- 1999年10月01日 : 八段（竜王 1期在位／第11期竜王 = 1998年11月19日獲得）[33][34][35][注 17]
- 2000年10月01日 : 九段（竜王 2期在位／第12期竜王 = 1999年11月26日獲得）[注 17]

## 主な成績

### 獲得タイトル
は2025年7月現在の在位。登場・連覇の 太字 は歴代最多記録。
他の棋士との比較は、タイトル獲得記録、将棋のタイトル在位者一覧を参照。
| タイトル                                 | 獲得年度  | 登場 | 獲得期数 | 連覇  | 永世称号（備考） |
| 竜王                                     | 1998-2000 | 4回  | 3期      | 3連覇 | －               |
| 名人                                     | －        | －   | －       | －    | －               |
| 王位                                     | －        | 1回  | －       | －    | －               |
| 叡王                                     | －        | －   | －       | －    | －               |
| 王座                                     | －        | 2回  | －       | －    | －               |
| 棋王                                     | －        | －   | －       | －    | －               |
| 王将                                     | －        | －   | －       | －    | －               |
| 棋聖                                     | －        | －   | －       | －    | －               |
| タイトル獲得 合計 3期 / 登場回数 合計7回 |           |      |          |       |                  |

（2012年度王位戦終了まで）
タイトル戦登場
- 竜王：4回（第11期=1998年度 - 2001年度）
- 王位：1回（第53期=2012年度）
- 王座：2回（第48期=2000年度、2010年度)

登場回数 合計 7回（2012年度王位戦まで）

### 一般棋戦優勝
- 早指し将棋選手権戦： 優勝 1回（1999年度・第33回）
- 早指し新鋭戦： 優勝 1回（1997年度・第16回）
- JT将棋日本シリーズ： 優勝 2回（2002年度・第23回、2005年）
- 新人王戦： 優勝 3回（1996年度・第27回 - 1997年、1999年）
- 銀河戦： 優勝 1回（2016年度・第24期）

優勝回数 合計 8回

### 将棋大賞
- 第24回（1996年度） 升田幸三賞（藤井システム）
- 第26回（1998年度） 最多対局賞・最多勝利賞・技能賞
- 第27回（1999年度） 殊勲賞
- 第28回（2000年度） 技能賞
- 第38回（2010年度） 名局賞特別賞（第69期A級順位戦7回戦）…対局相手の森内俊之とともに受賞
- 第40回（2012年度） 升田幸三賞（角交換四間飛車）

### 在籍クラス
| 開始 年度 | (出典)順位戦出典 | (出典)順位戦出典 | (出典)順位戦出典 | (出典)順位戦出典 | (出典)順位戦出典 | (出典)順位戦出典 | (出典)順位戦出典 | (出典)順位戦出典 | (出典)竜王戦出典 | (出典)竜王戦出典 | (出典)竜王戦出典 | (出典)竜王戦出典 | (出典)竜王戦出典 | (出典)竜王戦出典 | (出典)竜王戦出典 | (出典)竜王戦出典 | (出典)竜王戦出典 | (出典)竜王戦出典 |
| 開始 年度 | 期               | 名人             | A級              | B級              | B級              | C級              | C級              | 0                | 期               | 竜王             | 1組              | 2組              | 3組              | 4組              | 5組              | 6組              | 決勝 T           |                  |
| 開始 年度 | 期               | 名人             | A級              | 1組              | 2組              | 1組              | 2組              | 0                | 期               | 竜王             | 1組              | 2組              | 3組              | 4組              | 5組              | 6組              | 決勝 T           |                  |
| --- | ---------------- | ---------------- | ---------------- | ---------------- | ---------------- | ---------------- | ---------------- | ---------------- | ---------------- | ---------------- | ---------------- | ---------------- | ---------------- | ---------------- | ---------------- | ---------------- | ---------------- | ---------------- |
| 1991 | 50               |                  |                  |                  |                  |                  | C253             | 6-4              | 5                |                  |                  |                  |                  |                  |                  | 6組              | --               | 4-1              |
| 1992 | 51               |                  |                  |                  |                  |                  | C218             | 7-3              | 6                |                  |                  |                  |                  |                  | 5組              |                  | --               | 5-1              |
| 1993 | 52               |                  |                  |                  |                  |                  | C208             | 9-1              | 7                |                  |                  |                  |                  | 4組              |                  |                  | --               | 2-2              |
| 1994 | 53               |                  |                  |                  |                  | C123             |                  | 10-0             | 8                |                  |                  |                  |                  | 4組              |                  |                  | --               | 1-2              |
| 1995 | 54               |                  |                  |                  | B218             |                  |                  | 7-3              | 9                |                  |                  |                  |                  | 4組              |                  |                  | --               | 4-2              |
| 1996 | 55               |                  |                  |                  | B204             |                  |                  | 7-3              | 10               |                  |                  |                  |                  | 4組              |                  |                  | --               | 3-2              |
| 1997 | 56               |                  |                  |                  | B206             |                  |                  | 5-5              | 11               |                  |                  |                  |                  | 4組              |                  |                  | 5-1              | 5-0              |
| 1998 | 57               |                  |                  |                  | B210             |                  |                  | 8-2              | 12               | 竜王             |                  |                  |                  |                  |                  |                  | --               | --               |
| 1999 | 58               |                  |                  |                  | B202             |                  |                  | 9-1              | 13               | 竜王             |                  |                  |                  |                  |                  |                  | --               | --               |
| 2000 | 59               |                  |                  | B112             |                  |                  |                  | 9-3              | 14               | 竜王             |                  |                  |                  |                  |                  |                  | --               | --               |
| 2001 | 60               |                  | A 09             |                  |                  |                  |                  | 4-5              | 15               |                  | 1組              |                  |                  |                  |                  |                  | 1-1              | 3-1              |
| 2002 | 61               |                  | A 06             |                  |                  |                  |                  | 6-3              | 16               |                  | 1組              |                  |                  |                  |                  |                  | --               | 2-2              |
| 2003 | 62               |                  | A 03             |                  |                  |                  |                  | 4-5              | 17               |                  | 1組              |                  |                  |                  |                  |                  | --               | 1-2              |
| 2004 | 63               |                  | A 07             |                  |                  |                  |                  | 6-3              | 18               |                  | 1組              |                  |                  |                  |                  |                  | --               | 1-2              |
| 2005 | 64               |                  | A 02             |                  |                  |                  |                  | 3-6              | 19               |                  | 1組              |                  |                  |                  |                  |                  | --               | 2-2              |
| 2006 | 65               |                  | A 06             |                  |                  |                  |                  | 4-5              | 20               |                  | 1組              |                  |                  |                  |                  |                  | --               | 0-2              |
| 2007 | 66               |                  | A 06             |                  |                  |                  |                  | 4-5              | 21               |                  |                  | 2組              |                  |                  |                  |                  | --               | 2-2              |
| 2008 | 67               |                  | A 06             |                  |                  |                  |                  | 4-5              | 22               |                  |                  | 2組              |                  |                  |                  |                  | --               | 1-2              |
| 2009 | 68               |                  | A 06             |                  |                  |                  |                  | 3-6              | 23               |                  |                  | 2組              |                  |                  |                  |                  | 0-1              | 4-0              |
| 2010 | 69               |                  | A 08             |                  |                  |                  |                  | 3-6              | 24               |                  | 1組              |                  |                  |                  |                  |                  | --               | 0-2              |
| 2011 | 70               |                  |                  | B102             |                  |                  |                  | 3-9              | 25               |                  |                  | 2組              |                  |                  |                  |                  | 0-1              | 3-1              |
| 2012 | 71               |                  |                  |                  | B201             |                  |                  | 9-1              | 26               |                  | 1組              |                  |                  |                  |                  |                  | --               | 1-2              |
| 2013 | 72               |                  |                  | B112             |                  |                  |                  | 5-7              | 27               |                  | 1組              |                  |                  |                  |                  |                  | --               | 2-2              |
| 2014 | 73               |                  |                  | B110             |                  |                  |                  | 3-9              | 28               |                  | 1組              |                  |                  |                  |                  |                  | 0-1              | 3-1              |
| 2015 | 74               |                  |                  |                  | B201             |                  |                  | 7-3              | 29               |                  | 1組              |                  |                  |                  |                  |                  | --               | 1-2              |
| 2016 | 75               |                  |                  |                  | B204             |                  |                  | 7-3              | 30               |                  | 1組              |                  |                  |                  |                  |                  | --               | 1-2              |
| 2017 | 76               |                  |                  |                  | B204             |                  |                  | 5-5              | 31               |                  | 1組              |                  |                  |                  |                  |                  | --               | 0-2              |
| 2018 | 77               |                  |                  |                  | B209             |                  |                  | 6-4              | 32               |                  |                  | 2組              |                  |                  |                  |                  | --               | 2-2              |
| 2019 | 78               |                  |                  |                  | B210             |                  |                  | 5-5              | 33               |                  |                  | 2組              |                  |                  |                  |                  | --               | 2-2              |
| 2020 | 79               |                  |                  |                  | B213             |                  |                  | 4-6              | 34               |                  |                  | 2組              |                  |                  |                  |                  | --               | 3-2              |
| 2021 | 80               |                  |                  |                  | B216x            |                  |                  | 2-8              | 35               |                  |                  | 2組              |                  |                  |                  |                  | --               | 1-2              |
| 2022 | 81               |                  |                  |                  | B225*            |                  |                  | 5-5              | 36               |                  |                  | 2組              |                  |                  |                  |                  | --               | 1-2              |
| 2023 | 82               |                  |                  |                  | B215*            |                  |                  | 4-6              | 37               |                  |                  | 2組              |                  |                  |                  |                  | --               | 1-2              |
| 2024 | 83               |                  |                  |                  | B219*            |                  |                  |                  | 38               |                  |                  | 2組              |                  |                  |                  |                  | --               |                  |
| 順位戦、竜王戦の 枠表記 は挑戦者。右欄の数字は勝-敗(番勝負/PO含まず)。 順位戦の右数字はクラス内順位 ( x当期降級点 / *累積降級点 / +降級点消去 ) 順位戦の「F編」はフリークラス編入 /「F宣」は宣言によるフリークラス転出。 竜王戦の 太字 はランキング戦優勝、竜王戦の 組(添字) は棋士以外の枠での出場。 |                  |                  |                  |                  |                  |                  |                  |                  |                  |                  |                  |                  |                  |                  |                  |                  |                  |                  |

### 年度別成績
| 年度             | 対局数 | 勝数 | 負数 | 勝率   | (出典) |
| ---------------- | ------ | ---- | ---- | ------ | ------ |
| 1991             | 42     | 31   | 11   | 0.7380 | [ 38 ] |
| 1992             | 43     | 25   | 18   | 0.5810 | [ 39 ] |
| 1993             | 45     | 32   | 13   | 0.7110 | [ 40 ] |
| 1994             | 41     | 29   | 12   | 0.7070 | [ 41 ] |
| 1995             | 40     | 27   | 13   | 0.6750 | [ 42 ] |
| 1996             | 57     | 34   | 23   | 0.5960 | [ 43 ] |
| 1997             | 48     | 30   | 18   | 0.6250 | [ 44 ] |
| 1998             | 59     | 43   | 16   | 0.7290 | [ 45 ] |
| 1999             | 48     | 33   | 15   | 0.6880 | [ 46 ] |
| 2000             | 47     | 28   | 19   | 0.5957 | [ 47 ] |
| 1991-2000 (小計) | 470    | 312  | 158  |        |        |
| 年度             | 対局数 | 勝数 | 負数 | 勝率   | (出典) |
| 2001             | 37     | 16   | 21   | 0.4324 | [ 48 ] |
| 2002             | 51     | 33   | 18   | 0.6470 | [ 49 ] |
| 2003             | 28     | 10   | 18   | 0.3571 | [ 50 ] |
| 2004             | 34     | 20   | 14   | 0.5882 | [ 51 ] |
| 2005             | 43     | 26   | 17   | 0.6046 | [ 52 ] |
| 2006             | 36     | 14   | 22   | 0.3889 | [ 53 ] |
| 2007             | 35     | 14   | 21   | 0.4000 | [ 54 ] |
| 2008             | 34     | 17   | 17   | 0.5000 | [ 55 ] |
| 2009             | 31     | 16   | 15   | 0.5161 | [ 56 ] |
| 2010             | 40     | 20   | 20   | 0.5000 | [ 57 ] |
| 2001-2010 (小計) | 369    | 186  | 183  |        |        |
| 年度             | 対局数 | 勝数 | 負数 | 勝率   | (出典) |
| 2011             | 35     | 15   | 20   | 0.4285 | [ 58 ] |
| 2012             | 48     | 31   | 17   | 0.6458 | [ 59 ] |
| 2013             | 33     | 17   | 16   | 0.5151 | [ 60 ] |
| 2014             | 38     | 17   | 21   | 0.4473 | [ 61 ] |
| 2015             | 45     | 29   | 16   | 0.6444 | [ 62 ] |
| 2016             | 33     | 20   | 13   | 0.6060 | [ 63 ] |
| 2017             | 32     | 16   | 16   | 0.5000 | [ 64 ] |
| 2018             | 28     | 12   | 16   | 0.4285 | [ 65 ] |
| 2019             | 34     | 18   | 16   | 0.5294 | [ 66 ] |
| 2020             | 31     | 14   | 17   | 0.4516 | [ 67 ] |
| 2011-2020 (小計) | 357    | 189  | 168  |        |        |
| 年度             | 対局数 | 勝数 | 負数 | 勝率   | (出典) |
| 2021             | 37     | 18   | 19   | 0.4864 | [ 68 ] |
| 2022             | 34     | 20   | 14   | 0.5882 | [ 69 ] |
| 2023             | 35     | 14   | 21   | 0.4000 | [ 70 ] |
| 2021-2023 (小計) | 106    | 52   | 54   |        |        |
| 通算             | 1302   | 739  | 563  | 0.5675 | [ 71 ] |
| 2023年度まで     |        |      |      |        |        |

### 表彰
- 1997年12月15日：公式戦通算200勝達成 [72]
- 2016年01月27日：公式戦通算600勝達成（将棋栄誉賞=49人目）[73]
2016年01月27日： - 通算600勝426敗 勝率0.585（第9回朝日杯将棋オープン戦 糸谷哲郎戦）
- 2016年00月00日：現役勤続25年

## 著書

### 単著
- 藤井システム(1997年6月、毎日コミュニケーションズ、ISBN 4-89563-683-6)
- 居飛車穴熊撃破 必殺藤井システム(1997年9月、日本将棋連盟、ISBN 4-8197-0335-8)
- 最強藤井システム(1999年7月、日本将棋連盟、ISBN 4-8197-0208-4)
- 四間飛車を指しこなす本(全3巻、2000年、河出書房新社、ISBN 4-309-72186-9 ほか)
- 藤井システム(MYCOM将棋文庫)(2002年11月、毎日コミュニケーションズ、ISBN 4-8399-0881-8)
- 四間飛車の急所(全4巻、2003-2004年、浅川書房、ISBN 4-86137-001-9 ほか)
- 相振り飛車を指しこなす本(全4巻、2007-2008年、浅川書房、ISBN 978-4-86137-017-5 ほか)
- 藤井猛の攻めの基本戦略(NHK将棋シリーズ)（2014年1月、NHK出版、ISBN 978-4-1401-6220-0）
- 角交換四間飛車を指しこなす本（2014年7月、浅川書房、ISBN 978-4-8613-7042-7）
- 四間飛車上達法（2017年12月、浅川書房、ISBN 978-4-8613-7048-9）
- 藤井猛全局集　竜王獲得まで　愛蔵版（2020年6月30日、マイナビ出版、ISBN 978-4-8399-7268-4）
- 藤井猛全局集　竜王三連覇とＡ級の激闘（2023年5月23日、マイナビ出版、ISBN 978-4-8399-8357-4）

### 共著
- 小倉久史・杉本昌隆・藤井猛『振り飛車党宣言〈1〉新感覚の四間飛車』(MYCOM将棋文庫) (2003年7月、毎日コミュニケーションズ、ISBN 978-4-8399-1152-2）
- 小倉久史・杉本昌隆・藤井猛『振り飛車党宣言〈3〉新感覚の居飛穴対策』(MYCOM将棋文庫) (2003年9月、毎日コミュニケーションズ、ISBN 978-4-8399-1237-6）
- 小倉久史・杉本昌隆・藤井猛『振り飛車党宣言〈4〉四間飛車対左美濃』(MYCOM将棋文庫) (2004年12月、毎日コミュニケーションズ、ISBN 978-4-8956-3623-0）
- 藤井猛・鈴木宏彦『現代に生きる大山振り飛車』（2006年12月、日本将棋連盟、ISBN 978-4-8197-0232-4）